# Reiner Wiedemann
Reiner Wiedemann (* 16. Dezember 1939) war Fußballspieler in der DDR-Oberliga für den SC Aufbau/1. FC Magdeburg. Mit dieser Mannschaft gewann er 1964 und 1965 den DDR-Fußballpokal.
Mit 18 Jahren kam der in der Abwehr spielende Wiedemann 1958 zum damals in der zweitklassigen DDR-Liga vertretenen SC Aufbau Magdeburg. Dort bestritt sein erstes Pflichtspiel für am 10. August 1958 im DDR-Ligaspiel bei Chemie Glauchau (1:2). Nach der Saison 1959 stieg Wiedemann mit den Magdeburgern in die Oberliga auf und konnte 1964 im Endspiel um den DDR-Pokal seinen ersten großen Erfolg feiern. Am 13. Juni stand er als rechter Verteidiger in der über den SC Leipzig mit 3:2 siegreichen Magdeburger Mannschaft. Diesen Erfolg konnte er ein Jahr später wiederholen, als der SC Aufbau mit 2:1 über den SC Motor Jena erneut den Pokal gewinnen konnte. In der Saison 1965/66 musste Wiedemann in den sauren Apfel des Abstiegs beißen, denn die inzwischen zum 1. FC Magdeburg gewandelte Mannschaft war in der Oberliga auf dem letzten Tabellenplatz gelandet.
Wiedemann bestritt noch die Hinserie der DDR-Ligasaison 1966/67, sein letztes Spiel für die Magdeburger absolvierte er am 27. November 1966 bei Post Neubrandenburg (0:3). Als danach bekannt wurde, dass er zum Aufstiegskonkurrenten Stahl Eisenhüttenstadt wechseln wollte, veranlasste die Klubleitung des FCM eine Finanzprüfung durch den Fußballverband in Eisenhüttenstadt, bei der unter anderem prompt festgestellt wurde, dass Wiedemann mit unerlaubten finanziellen Mitteln angeworben worden sei. Daraufhin wurde Wiedemann, der für Magdeburg 230 Pflichtspiele absolviert und 32 Tore geschossen hatte, 147-mal er in der Oberliga, 23-mal im nationalen und neunmal im internationalen Pokal eingesetzt worden war, bis zum 31. Juli 1967 für sämtliche Sportwettkämpfe gesperrt. Er ging trotzdem nach Eisenhüttenstadt, wechselte aber, als die Stahl-Mannschaft den erhofften Aufstieg in die Oberliga verpasste, noch vor Ablauf seiner Sperre zum Oberligisten Lok Stendal. Er kam dort jedoch in den Oberligaspielen nicht zum Einsatz, erst als Stendal 1968 in die DDR-Liga abstieg, kam er dort zum Zuge und spielte in der Lok-Mannschaft noch bis zum Ende der Saison 1973/74, allerdings nur noch in der Zweitklassigkeit.
1982 tauchte Wiedemann wieder als Spielertrainer bei der BSG Empor Tangermünde auf, mit der er 1983 die Bezirksmeisterschaft gewann und für ein Jahr die Qualifikation für die DDR-Liga erreichte. Von Juli bis Oktober 2002 war er Trainer bei Lok Stendal.